# Anadolu Üsküdar 1908

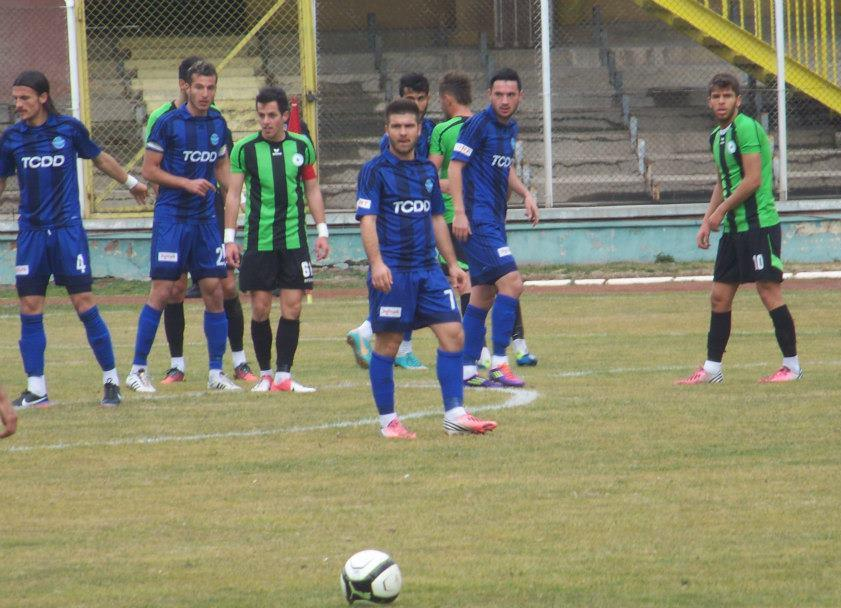
Wedstrijd tegen Ankara Demispor, 2012-2013

Anadolu Bağcılar Spor Kulübü, met stamnummer 010930, is een sportclub uit Bağcılar, een district van de provincie Istanbul, Turkije. De thuisbasis van de voetbalclub is het Mahmutbey Stadion. Naast voetbal houdt de club zich ook bezig met worstelen en atletiek.

## Geschiedenis
Anadolu Bağcılar Spor Kulübü is opgericht in 1908. Mehmed Burhaneddin (Burhan Felek) en zijn broertje Dr. Hüdai Bey waren onder de oprichtende leden. De clubkleuren bij de oprichting waren groen en geel. Tegenwoordig is het wit en groen.
Anadolu Bağcılarspor was in het verleden actief in de Istanbul-voetbalcompetitie. De club heeft nooit in de Süper Lig gevoetbald en in de Turkse Beker zijn ook geen grote resultaten geboekt.
Juli 2017 is de club verhuist van Üsküdar naar Bağcılar. De club veranderde haar naam van Anadolu Üsküdar 1908 naar Anadolu Bağcılar Spor Kulübü.

## Competitieresultaten
- TFF 1. Lig:

2000-2001
- Spor Toto 2. Lig:

2001-2006, 2015-2017
- Spor Toto 3. Lig:

1998-2000, 2006-2015, 2017-
- Amateurs:

1989-1998

## Erelijst
- Spor Toto 3. Lig

Kampioen (2) : 1999-2000, 2014-2015

## Bekende (ex-)spelers
- Bülent Uygun
- Orkun Uşak